# Agroturystyczny Szlak Rowerowy Gminy Zgierz – łącznik Łagiewniki – Zgierz Malinka
 Agroturystyczny Szlak Rowerowy Gminy Zgierz – łącznik Łagiewniki – Zgierz Malinka – żółty znakowany szlak rowerowy łącznikowy o długości  9 km prowadzący z Łodzi do  Agroturystycznego Szlaku Rowerowego Gminy Zgierz.

## Przebieg
- Łódź (Klasztor oo. Franciszkanów w Łodzi)
- Smardzew
- Maciejów
- Rozalinów
- Dąbrówka-Sowice
- Zgierz –  Agroturystyczny Szlak Rowerowy Gminy Zgierz